# Marija Wassiljewna Golubnitschaja
Marija Wassiljewna Golubnitschaja (russisch Мария Васильевна Голубничая, engl. Transkription Mariya Golubnichaya; * 24. Februar 1924 in Dubowka, heutige Region Stawropol; † August 2015 in Moskau) war eine russische Leichtathletin.
Golubnitschaja gewann bei den Olympischen Spielen 1952 in Helsinki die Silbermedaille im 80-Meter-Hürdenlauf hinter der Australierin Shirley Strickland de la Hunty (Gold) und vor der Deutschen Maria Sander (Bronze). 1954 gewann sie bei den Europameisterschaften in Bern die Goldmedaille. Bei den Olympischen Spielen 1956 in Melbourne konnte sie noch einmal einen fünften Platz erreichen.
Von 1952 bis 1954 gewann sie dreimal den sowjetischen Meistertitel. Bei einer Körpergröße von 1,67 m betrug ihr Wettkampfgewicht 60 kg. 